# چکش بخار (آهنگری)

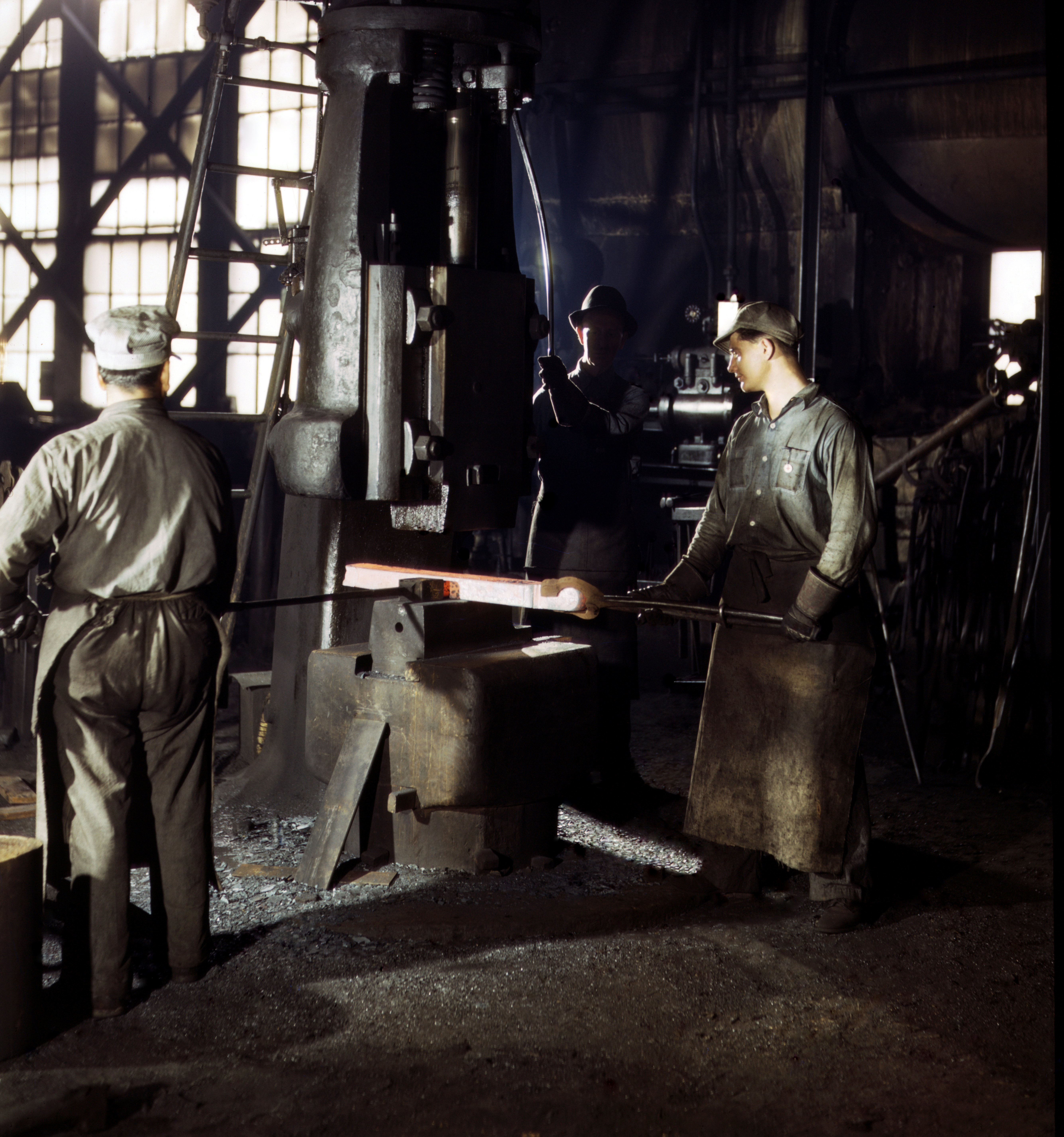
چکش سقوط آزاد بخار تک قاب در حال استفاده در فروشگاه‌های راه‌آهن آچیسون، توپکا و سانتافه در توپکا، کانزاس، ۱۹۴۳

چکش بخار که پتک آهنگری نیز نامیده می‌شود، یک چکش آهنگری صنعتی است که توسط بخار هدایت می‌شود و برای کارهایی مانند آهنگری شکلی و شمع‌کوبی استفاده می‌شود. به‌طور متداول چکش به پیستونی متصل می‌شود که درون یک سیلندر ثابت می‌لغزد، اما در برخی از طراحی‌ها چکش به سیلندری متصل می‌شود که در امتداد یک پیستون ثابت می‌لغزد.
مفهوم چکش بخار توسط جیمز وات در سال ۱۷۸۴ مطرح شد، اما اولین چکش بخار کاری برای پاسخگویی به نیازهای آهنگری قطعات بزرگ آهن یا فولاد در سال ۱۸۴۰ ساخته شد. در سال ۱۸۴۳ بین فرانسوا بوردون فرانسوی و جیمز نسمیت بریتانیایی بر سر این موضوع چه کسی ماشین را اختراع کرده است، اختلاف شدیدی وجود داشت. بوردون اولین ماشین کاری را ساخته بود، اما نسمیث ادعا می‌کرد کرد که این ماشین از روی نسخه‌ای از طرح او ساخته شده است.
چکش‌های بخار در بسیاری از فرآیندهای صنعتی اهمیت و ارزش زیادی دارند. پیشرفت‌های فنی کنترل بیشتری بر نیروی تحویل داده شده، طول عمر بیشتر، راندمان و قدرت بیشتر فراهم آورد. چکش بخار ساخته شده در سال ۱۸۹۱ توسط شرکت آهن بتلهم ضرباتی با قدرت ۱۲۵ تن وارد می‌کرد. در قرن بیستم چکش‌های بخار به تدریج در آهنگری توسط پرس‌های مکانیکی و هیدرولیکی جایگزین شدند، اما برخی از آنها هنوز مورد استفاده هستند. چکش‌های نیروی هوای فشرده، فرزندان چکش‌های بخار اولیه هستند که هنوز تولید می‌شوند.

## سازوکار

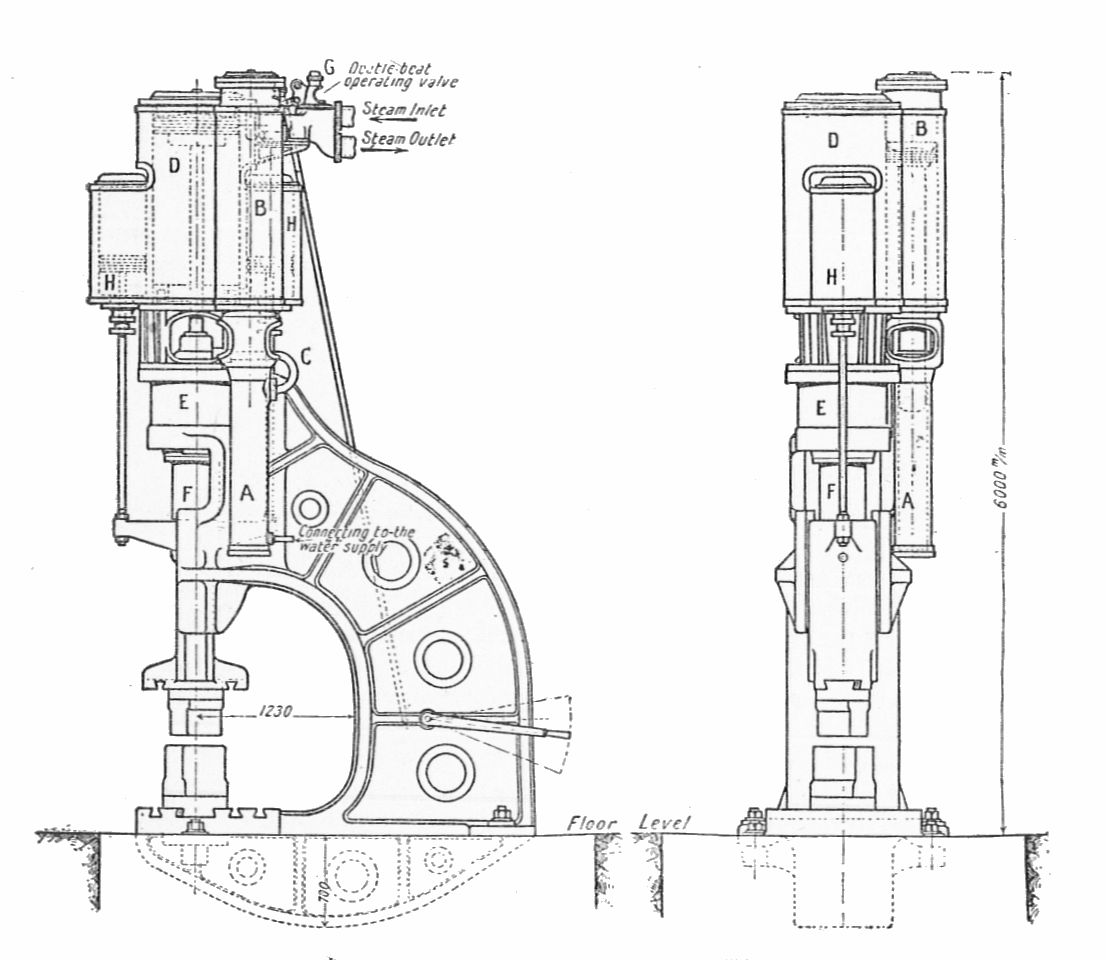
چکش بخار تک قاب دو اثره

چکش بخار تک اثره با فشار بخاری که به قسمت پایینی سیلندر تزریق می‌شود بالا می‌رود و با آزاد شدن فشار تحت نیروی گرانش سقوط می‌کند. با استفاده از چکش بخار دو اثره که متداول تر است، از بخار برای هل دادن دژکوب به پایین نیز استفاده می‌شود که ضربه قوی تری به قالب وارد می‌کند.  وزن دژکوب ممکن است بین ۲۲۵ تا ۲۲٬۵۰۰ کیلوگرم (۵۰۰ تا ۵۰٬۰۰۰ پوند) باشد.  قطعه در حال کار بین قالب پایینی که روی یک بلوک سندان قرار دارد و قالب بالایی که به دژکوب (چکش) متصل است، قرار می‌گیرد. 
چکش‌ها در مواجهه با ضربه‌های مکرر هستند که می‌تواند باعث شکستگی اجزای آهن ریخته‌گری شوند؛ بنابراین چکش‌های اولیه از تعدادی قطعات به هم چسبیده ساخته می‌شدند. این ساختار باعث ارزان‌تر شدن تعویض قطعات شکسته می‌شود و همچنین باعث می‌شود تا حدی خاصیت ارتجاعی به وجود آید که احتمال شکست را کاهش دهد. 
یک چکش بخار ممکن است یک یا دو قاب نگهدارنده داشته باشد. طراحی تک قاب به کاربر اجازه می‌دهد تا راحت تر در اطراف قالب‌ها حرکت کند، در حالی که قاب دوتایی قابلیت پشتیبانی یک چکش قوی تر را دارد. قاب(ها) و بلوک سندان بر روی تیرهای چوبی نصب شده‌اند که با جذب ضربه از پایه‌های بتنی محافظت می‌کنند.  به‌طور کلی در طراحی پایه‌های عمیقی مورد نیاز است، اما یک چکش بخار بزرگ همچنان ساختمانی را که آن را نگه می‌دارد، تکان می‌دهد. این مشکل ممکن است با یک چکش بخار ضد ضربه حل شود، که در آن دو دژکوب همگرا، قسمت بالا و پایین را با هم می‌راند. دژکوب بالایی به پایین رانده می‌شود و دژکوب پایینی کشیده یا به سمت بالا رانده می‌شود. این چکش‌ها ضربه بزرگی ایجاد می‌کنند و می‌توانند قطعات آهنگری بزرگ ایجاد کنند.  آنها را می‌توان با پایه‌های کوچکتر از چکش سندان با نیروی مشابه نصب کرد.  چکش ضد ضربه اغلب در ایالات متحده استفاده نمی‌شود، اما در اروپا رایج است. 
با چکش‌های بخار اولیه، اپراتور دریچه‌ها را با دست حرکت می‌داد و هر ضربه را کنترل می‌کرد. در مورد سایرین، عملکرد سوپاپ اتوماتیک بود و امکان چکش زدن سریع و تکراری را فراهم می‌کرد. چکش‌های خودکار می‌توانند یک ضربه الاستیک ایجاد کنند، جایی که بخار پیستون را به سمت انتهای حرکت پایین نگه می‌دارد، یا یک ضربه مرده بدون بالشتک. ضربه الاستیک سرعت کوبش سریع‌تری داشت، اما نیروی کمتری نسبت به ضربه مرده داشت.  در ادامه ماشین‌هایی ساخته شدند که می‌توانستند با توجه به نیاز شغلی در هر دو حالت کار کنند.  نیروی ضربه را می‌توان با تغییر مقدار بخار وارد شده برای مهار ضربه کنترل کرد.  یک چکش هوا/بخار مدرن می‌تواند تا ۳۰۰ ضربه در دقیقه وارد کند. 

## تاریخچه

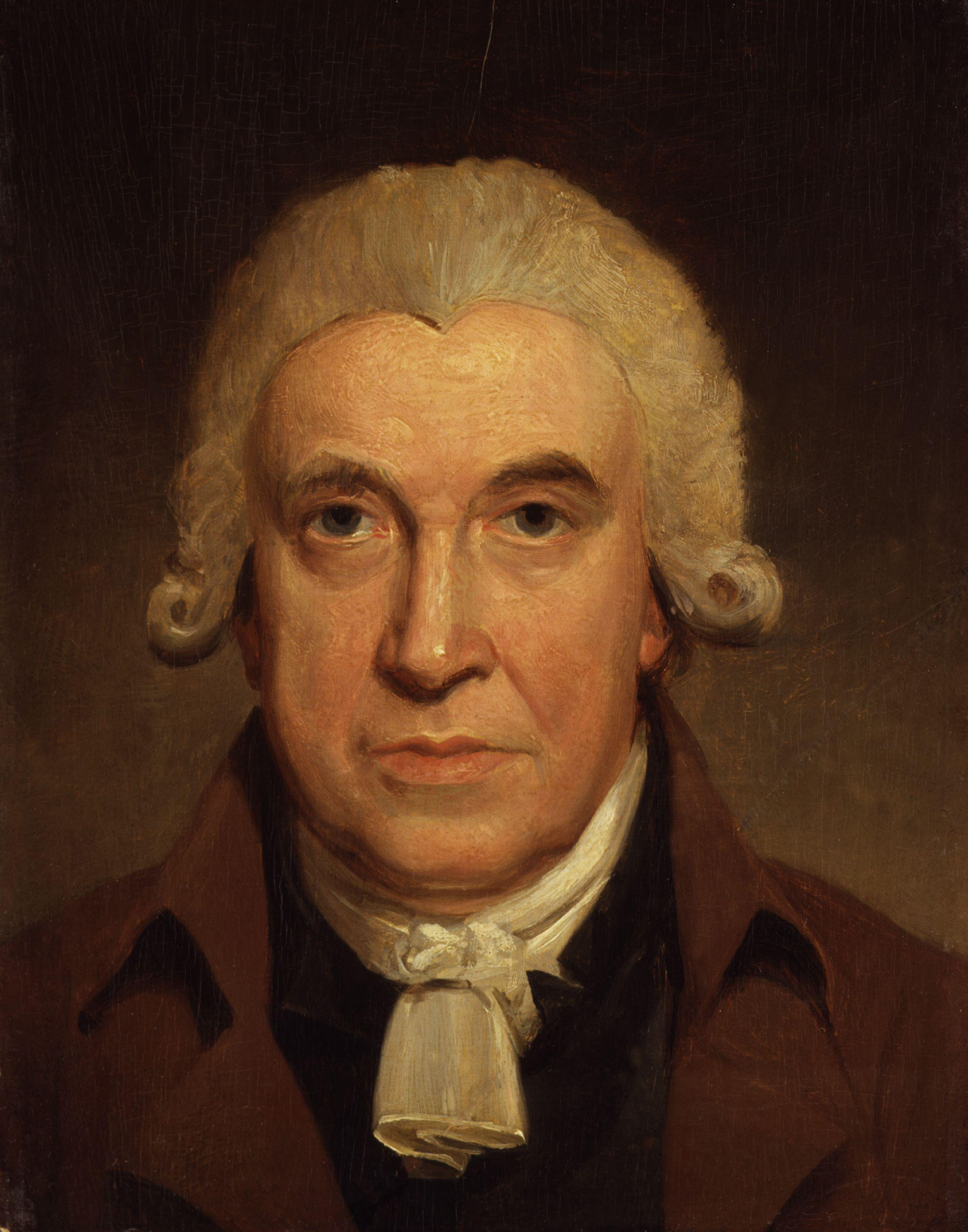
جیمز وات (۱۷۳۶–۱۸۱۹) مفهوم چکش بخار را توضیح داد

### مفهوم
امکان چکش بخار توسط جیمز وات (۱۷۳۶–۱۸۱۹) در حق اختراع خود در ۲۸ آوریل ۱۷۸۴ برای یک موتور بخار بهبود یافته ذکر شد.  وات توضیح داد: چکش‌ها یا مهرهای سنگین، برای آهنگری یا مهر زنی آهن، مس، یا فلزات دیگر، یا سایر موارد بدون دخالت چرخش یا حرکت چرخشی، با ثابت کردن چکش یا مهر زن مستقیماً روی پیستون یا میله پیستون موتور کار کنند."  طرح وات دارای یک سیلندر در یک سر تیر چوبی و چکش در سر دیگر بود. چکش به صورت عمودی حرکت نمی‌کرد، بلکه در قوس دایره ای حرکت کرد.  در ۶ ژوئن ۱۸۰۶، W. Deverell، مهندس Surrey، یک پتنت برای یک چکش یا مهر زن با موتور بخار به ثبت رساند. چکش به یک میله پیستونی که در یک سیلندر قرار دارد جوش داده می‌شود. بخار حاصل از دیگ به زیر پیستون وارد می‌شود و آن را بالا می‌برد و هوا را در بالای آن فشرده می‌کند. سپس بخار آزاد می‌شود و هوای فشرده پیستون را به سمت پایین می‌برد. 
در اوت ۱۸۲۷، جان هیگ حق امتیازی برای روش کار جرثقیل‌ها و چکش‌های شیب دار که توسط پیستون در یک سیلندر نوسانی که نیروی محرکه توسط نیروی هوا تأمین می‌شد، دریافت کرد. یک خلاء جزئی در یک سر یک سیلندر بلند توسط یک پمپ هوا که توسط یک موتور بخار یا منبع دیگر نیرو کار می‌کرد ایجاد می‌شد و فشار اتمسفر پیستون را به انتهای سیلندر می‌برد. هنگامی که یک سوپاپ معکوس می‌شد، خلاء در انتهای دیگر ایجاد می‌شد و پیستون در جهت مخالف فشار می‌آورد.  هیگ چکشی برای صاف کردن ماهیتابه‌ها به این طرح درست کرد. سال‌ها بعد، هنگام بحث در مورد مزایای هوا بر بخار برای انتقال نیرو، یادآوری شد که چکش هوای هیگ «با چنان سرعت خارق‌العاده‌ای کار می‌کرد که دیدن محل کار چکش غیرممکن بود، و اثر آن بیشتر شبیه دادن یک فشار مداوم بود.» اما تنظیم شدت ضربات ممکن نبود. 

### اختراع

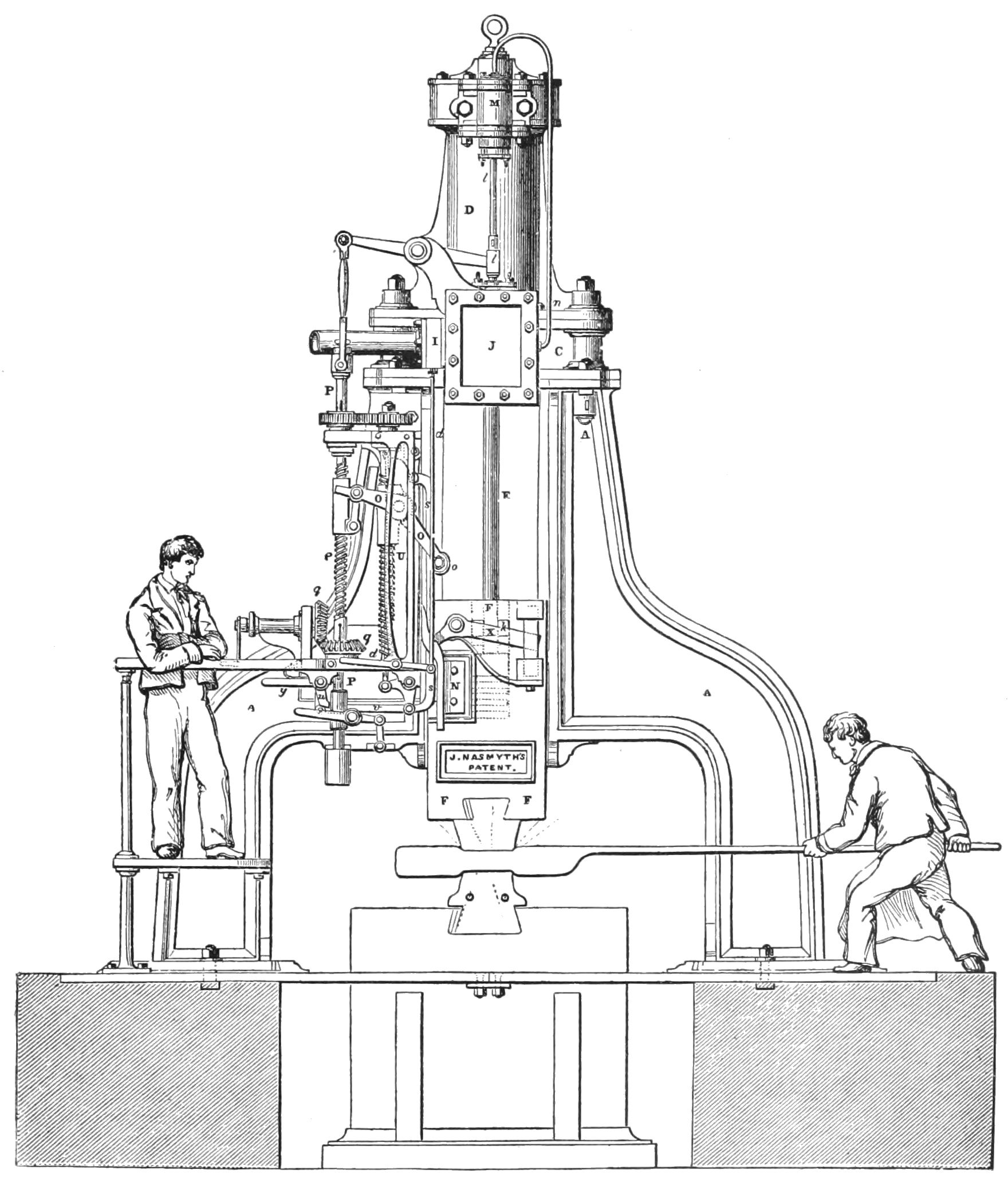
چکش بخار Nasmyth

چنین به نظر می‌رسد که مهندس اسکاتلندی جیمز نسمیت (۱۸۰۸–۱۸۹۰) و همتای فرانسوی او فرانسوا بوردون (۱۷۹۷–۱۸۶۵) چکش بخار را به‌طور مستقل در سال ۱۸۳۶ دوباره اختراع کردند و هر دو در تلاش برای حل همان مشکل میل‌ها و میل لنگ برای موتورهای بخار مورد استفاده در لوکوموتیوها و قایق‌های پارویی بودند.  در سال ۱۸۸۳ «زندگی‌نامه خودنویس» Nasmyth که توسط ساموئل اسمایلز نوشته شد، توضیح داد که چگونه نیاز به یک میل پارویی برای کشتی بخار ماوراء اقیانوس اطلس جدید ایزامبارد کینگدوم برونل SS بریتانیا، با ۳۰ اینچ (۷۶۰ میلیمتر) قطر شفت، که بزرگتر از هر شفتی که قبلاً آهنگری شده بود، بوجود آمد. او با طراحی چکش بخار خود، طرحی در تاریخ ۲۴ نوامبر ۱۸۳۹ ساخت، اما زمانی که کاربردی بودن پروانه‌های پیچی نشان داده شد و بریتانیای کبیر به آن طرح تبدیل شد، نیاز فوری ناپدید شد. Nasmyth طرح خود را به همه بازدیدکنندگان نشان داد. 
بوردون در سال ۱۸۳۹ ایده چیزی را که "Pilon" نامیده بود مطرح کرد و نقشه‌های دقیقی از طرح خود کشید که همچنین به همه مهندسانی که از آثار Le Creusot متعلق به برادران آدولف و اوژن اشنایدر بازدید کردند نشان داد.  با این حال، اشنایدرها در ساخت ماشین جدید رادیکال بوردون تردید داشتند. بوردون و اوژن اشنایدر در اواسط سال ۱۸۴۰ از آثار Nasmyth در انگلستان بازدید کردند و در آنجا طرح Nasmyth را به آنها نشان دادند. این امکان‌پذیری این مفهوم را برای اشنایدر تأیید کرد.  در سال ۱۸۴۰ بوردون اولین چکش بخار در جهان را در کارگاه اشنایدر و سی در Le Creusot ساخت. وزن آن ۲٬۵۰۰ کیلوگرم (۵٬۵۰۰ پوند) و ارتفاع آن ۲ متر (۶ فوت ۷ اینچ) بود. اشنایدرها این طرح را در سال ۱۸۴۰ به ثبت رساندند. 
Nasmyth در آوریل ۱۸۴۲ از Le Creusot بازدید کرد. بوردون به حساب خود او را به بخش آهنگری برد تا به قول خودش «فرزند خودش را ببیند». Nasmyth گفت: "در حقیقت آنجا بود – یک کودک تپنده مغز من!"  پس از بازگشت از فرانسه در سال ۱۸۴۲، نسمیت اولین چکش بخار خود را در ریخته‌گری پاتریکرافت خود در منچستر، انگلستان، در مجاورت (در آن زمان جدید) راه‌آهن لیورپول و منچستر و کانال بریج واتر ساخت.  در سال ۱۸۴۳ اختلافی بین نسمیت و بوردون بر سر اولویت اختراع چکش بخار درگرفت. Nasmyth، یک تبلیغ نویس عالی، توانست بسیاری از مردم را متقاعد کند که او اولین است. 

### بهبودهای اولیه

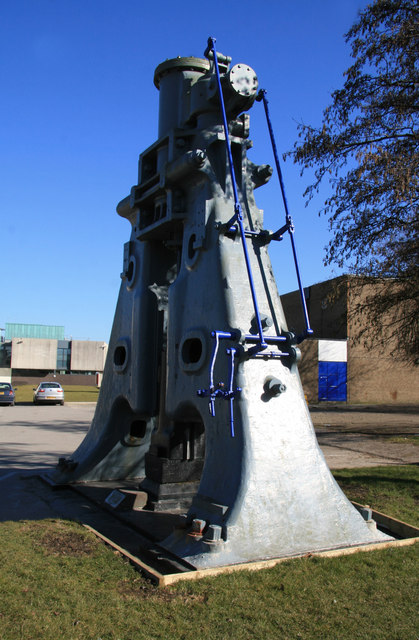
چکش بخار Nasmyth & Wilson در دانشگاه بولتون

اولین چکش بخار Nasmyth که در حق اختراع او در ۹ دسامبر ۱۸۴۲ شرح داده شده است، برای کارگاه Low Moor در برادفورد ساخته شد. آنها دستگاه را رد کردند، اما در ۱۸ اوت ۱۸۴۳ یک نسخه بهبودیافته با دنده خود کار را پذیرفتند.  رابرت ویلسون (۱۸۰۳–۱۸۸۲)، که پروانه پیچی را نیز اختراع کرده بود و مدیر کارهای بریج واتر Nasmyth بود، حرکت خودگردان را اختراع کرد که امکان تنظیم نیروی ضربه وارد شده توسط چکش را فراهم کرد که یک پیشرفت بسیار مهم بود.  یکی از نویسندگان اولیه دربارهٔ تجهیزات ویلسون گفت: «... من با افتخار می‌توانم بگویم که مخترع آن حرکت بودم، سپس بگویم فرماندهی هنگ در واترلو را برعهده داشتم…»  چکش‌های بخار Nasmyth اکنون می‌توانند نیروی ضربه را در محدوده وسیعی تغییر دهند. Nasmyth علاقه‌مند بود تخم مرغی را که در لیوان شراب قرار داده شده بود بدون شکستن شیشه بشکند و به دنبال آن ضربه ای ساختمان را تکان داد. 
در سال ۱۸۶۸ مهندسان بهبودهای بیشتری را در طراحی اولیه ارائه کردند. چکش بخار جان کندی که برای فولتون در گلاسکو ساخته شد، دارای یک پیستون ثابت و یک استوانه متحرک بود که چکش به آن متصل بود. پیستون توخالی بود و برای رساندن بخار به سیلندر و سپس خارج کردن آن استفاده می‌شد. وزن چکش ۶٫۵ تن با حرکت ۷٫۵ فوت (۲٫۳ متر) بود.  چکش‌های بخار Condie برای آهنگری شفت‌های Isambard Kingdom Brunel SS Great Eastern استفاده شد.  چکش هوای فشرده با سرعت بالا در مجله مکانیک که در سال ۱۸۶۵ شرح داده شد، یک نوع چکش بخار برای استفاده در جاهایی که نیروی بخار در دسترس نبود یا یک محیط بسیار خشک مورد نیاز بود. 
چکش‌های بخار Bowling Ironworks سیلندر بخار را به پشت چکش پیچ می‌کردند و در نتیجه ارتفاع دستگاه را کاهش می‌دادند.  این چکش‌ها توسط جان چارلز پیرس طراحی شده بودند که چندین سال قبل از انقضای حق اختراع Nasmyth، برای طراحی چکش بخار خود حق اختراع گرفت.  Marie-Joseph Farcot از پاریس تعدادی بهبود را پیشنهاد کرد، از جمله ترتیبی که بخار از بالا عمل می‌کند، نیروی ضربه را افزایش می‌دهد، ترتیبات سوپاپ بهبود یافته و استفاده از فنرها و مواد برای جذب ضربه و جلوگیری از شکستگی.   جان رامسبوتم یک چکش دوبلکس را اختراع کرد که دو دژکوب به صورت افقی به سمت قطعه آهنگری که بین آنها قرار داده شده بود حرکت می‌کردند. 
با استفاده از همان اصول کار، Nasmyth یک ماشین شمع‌گردان با نیروی بخار تولید کرد. در اولین استفاده از آن در دوونپورت، یک مسابقه نمایشی انجام شد. با موتور او یک شمع در چهار و نیم دقیقه در مقایسه با دوازده ساعتی که روش معمولی نیاز داشت رانده شد.  پس از آن به زودی مشخص شد که چکشی با ارتفاع سقوط نسبتاً کوتاه مؤثرتر از یک دستگاه بلندتر است. دستگاه کوتاه‌تر می‌توانست ضربات بیشتری را در یک زمان معین وارد کند، حتی اگر هر ضربه کوچک‌تر بود، شمع را سریع‌تر هدایت کند. همچنین آسیب کمتری به شمع وارد کرد. 

### توسعه بعدی
اشنایدر و شرکا ۱۱۰ چکش بخار را بین سال‌های ۱۸۴۳ و ۱۸۶۷ با اندازه‌ها و سرعت ضربه‌های مختلف ساختند، اما با استفاده فولاد به‌طور فزاینده‌ای به جای آهن فرفورژه به سمت ماشین‌های بزرگ‌تر برای رسیدن به نیازهای توپ‌های بزرگ، محورهای موتور و صفحه زرهی، گرایش داشت. در سال ۱۸۶۱ چکش بخار «فریتز» در کارخانه کروپ در اسن آلمان به بهره‌برداری رسید. این چکش با ضربه ۵۰ تنی، برای سالها قدرتمندترین در جهان بود. 

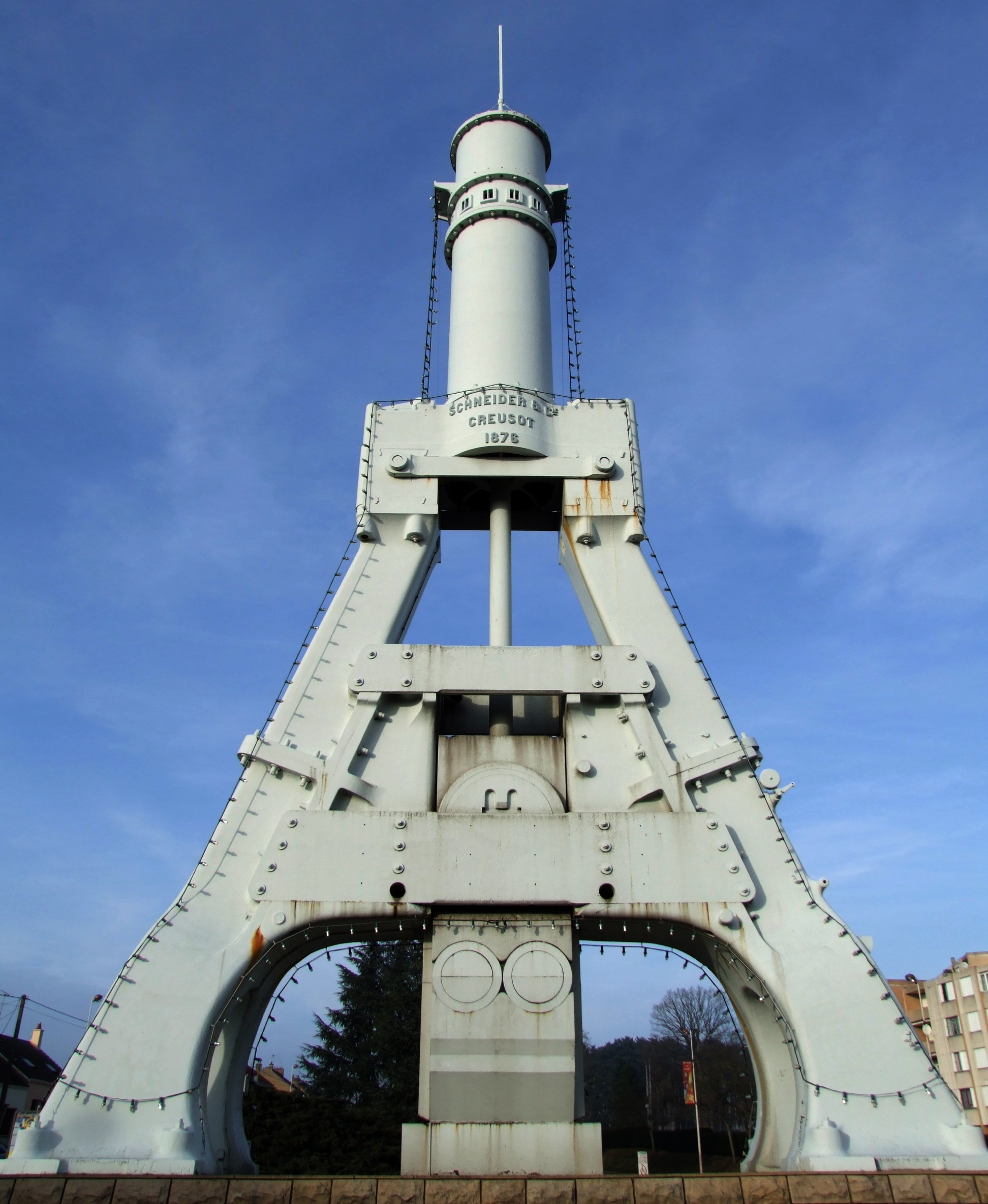
چکش بخار غول پیکر Creusot در سال ۱۸۷۷ توسط Schneider et Cie در Le Creusot ساخته شد.